# Puerto Rondón
Puerto Rondón – miasto w Kolumbii, w departamencie Arauca.